# Sumatradrongo
Sumatradrongo (Dicrurus sumatranus) är en fågel i familjen drongor inom ordningen tättingar.

## Utbredning och systematik
Fågeln förekommer i fuktiga och läglänta områden på och kring Sumatra. Den behandlas vanligen som monotypisk, det vill säga att den inte delas in i några underarter. Vissa behandlar den som en del av lyrdrongo (D. hottentottus).

## Status och hot
Arten har ett rätt stort utbredningsområde, men tros minska i antal, dock inte tillräckligt kraftigt för att den ska betraktas som hotad. Internationella naturvårdsunionen IUCN listar arten som livskraftig (LC).